# Canariella huttereri
Canariella huttereri is een slakkensoort uit de familie van de Hygromiidae. De wetenschappelijke naam van de soort is voor het eerst geldig gepubliceerd in 1994 door Ponte-Lira & Groh.